# Liga LEB Oro 2023-2024
La Liga LEB Oro 2023-2024 è stata la 68ª edizione della seconda divisione spagnola di pallacanestro maschile. La 17ª edizione con il nome LEB Oro.

## Squadre partecipanti
| Squadra                            | Città                 | Regione             |
| ---------------------------------- | --------------------- | ------------------- |
| Melilla Ciudad del Deporte         | Melilla               | Melilla             |
| ICG Força Lleida                   | Lleida                | Catalogna           |
| Leyma Coruña                       | La Coruña             | Galizia             |
| Alimerka Oviedo                    | Oviedo                | Asturie             |
| Cáceres Patrimonio de la Humanidad | Cáceres               | Estremadura         |
| Amics Castelló                     | Castellón de la Plana | Comunità Valenciana |
| UEMC Real Valladolid               | Valladolid            | Castiglia e León    |
| HLA Alicante                       | Alicante              | Comunità Valenciana |
| Movistar Estudiantes               | Madrid                | Madrid              |
| Guuk Gipuzkoa                      | San Sebastián         | Paesi Baschi        |
| Longevida San Pablo Burgos         | Burgos                | Castiglia e León    |
| Grupo Alega Cantabria              | Torrelavega           | Cantabria           |
| Ourense                            | Ourense               | Galizia             |
| Real Betis Siviglia                | Siviglia              | Andalusia           |
| Baloncesto Fuenlabrada             | Fuenlabrada           | Madrid              |
| Grupo Ureta Tizona Burgos          | Burgos                | Castiglia e León    |
| Hestia Menorca                     | Mahón                 | Baleari             |
| Rioverde Clavijo                   | Logroño               | La Rioja            |

## Stagione regolare
| #  | Teams                              | P  | V  | P  | PF   | PS   | Pt | SD  | Qualificate                  |
| -- | ---------------------------------- | -- | -- | -- | ---- | ---- | -- | --- | ---------------------------- |
| 1  | Leyma Coruña                       | 34 | 27 | 7  | 3042 | 2763 | 61 |     | Promosso in Liga ACB         |
| 2  | Longevida San Pablo Burgos         | 34 | 26 | 8  | 2964 | 2601 | 60 | +8  | Playoff                      |
| 3  | ICG Força Lleida                   | 34 | 26 | 8  | 2794 | 2546 | 60 | -8  | Playoff                      |
| 4  | Movistar Estudiantes               | 34 | 25 | 9  | 2856 | 2588 | 59 | +11 | Playoff                      |
| 5  | Grupo Ureta Tizona Burgos          | 34 | 25 | 9  | 3049 | 2725 | 59 | -11 | Playoff                      |
| 6  | Guuk Gipuzkoa                      | 34 | 23 | 11 | 2819 | 2634 | 57 |     | Playoff                      |
| 7  | HLA Alicante                       | 34 | 19 | 15 | 2699 | 2608 | 53 |     | Playoff                      |
| 8  | UEMC Real Valladolid               | 34 | 18 | 16 | 2715 | 2542 | 52 |     | Playoff                      |
| 9  | Real Betis Siviglia                | 34 | 17 | 17 | 2756 | 2669 | 51 |     | Playoff                      |
| 10 | Baloncesto Fuenlabrada             | 34 | 16 | 18 | 2644 | 2660 | 50 |     |                              |
| 11 | Ourense                            | 34 | 14 | 20 | 2504 | 2690 | 48 | +19 |                              |
| 12 | Hestia Menorca                     | 34 | 14 | 20 | 2474 | 2617 | 48 | -19 |                              |
| 13 | Alimerka Oviedo                    | 34 | 13 | 21 | 2676 | 2731 | 47 |     |                              |
| 14 | Grupo Alega Cantabria              | 34 | 11 | 23 | 2644 | 2825 | 45 | +8  |                              |
| 15 | Amics Castelló                     | 34 | 11 | 23 | 2692 | 2947 | 45 | -8  |                              |
| 16 | Melilla Sport Capital              | 34 | 10 | 24 | 2577 | 2788 | 44 |     | Retrocesse in Liga LEB Plata |
| 17 | Cáceres Patrimonio de la Humanidad | 34 | 6  | 28 | 2515 | 2885 | 40 |     | Retrocesse in Liga LEB Plata |
| 18 | Rioverde Clavijo                   | 34 | 5  | 29 | 2384 | 2732 | 39 |     | Retrocesse in Liga LEB Plata |

## Copa Princesa de Asturias
Alla fine del girone di andata, le prime due squadre classificate si sfidano per la Copa Princesa de Asturias. Il vincitore della coppa giocherà gli eventuali play-off con il miglior posizionamento. La Coppa è stata disputata il 28 gennaio. 

### Squadre qualificate
| # | Squadre              | G  | V  | P | PF   | PS   | Pt |
| - | -------------------- | -- | -- | - | ---- | ---- | -- |
| 1 | Movistar Estudiantes | 17 | 14 | 3 | 1460 | 1245 | 31 |
| 2 | Leyma Coruña         | 17 | 13 | 4 | 1523 | 1358 | 30 |

### Partita
| Arbitri: | Germán Francisco Morales Ruiz Sandra Sánchez González Leandro Nicolás Lezcano |

| |            | |
| Wintering 16 | Punti      | 20 Huskić |
| Wintering 6 | Assist     | 3 Huskić |
| Larsen 7 | Rimbalzi   | 6 Huskić, McDonnell |
| 1 Dee• 2 Wintering• 5 Sola• 11 Murphy• 13 Larsen 3 Nzosa• 4 Rodríguez• 6 Giovannetti• 8 López• 9 Ferrando• 44 Leimanis | Formazioni | 4 Petersen• 8 Huskić• 9 Lundqvist• 23 Barrueta• 57 Galán 7 Jakovičs• 12 Diagne• 15 P. Hernández• 22 Font• 24 McDonnell• 30 Á. Hernández• 77 Burjanadze |
| Pedro Rivero | Allenatori | Diego Epifanio |

## Playoffs
|  | Quarti di finale | Quarti di finale | Quarti di finale | Quarti di finale | Quarti di finale | Quarti di finale | Quarti di finale |  |  | Semifinali | Semifinali    | Semifinali    | Semifinali    | Semifinali    | Semifinali    | Semifinali   |              |    | Finale | Finale      | Finale      | Finale      | Finale      | Finale      | Finale |  |
|  |                  |                  |                  |                  |                  |                  |                  |  |  |            |               |               |               |               |               |              |              |    |        |             |             |             |             |             |        |  |
|  | 2                | Estudiantes      | 86               | 98               | 84               | 65               | 65               |  |  |            |               |               |               |               |               |              |              |    |        |             |             |             |             |             |        |  |
|  | 9                | Real Betis       | 77               | 73               | 90               | 77               | 54               |  |  | 2          | Estudiantes   | Estudiantes   | Estudiantes   | Estudiantes   | Estudiantes   | 86           |              |    |        |             |             |             |             |             |        |  |
|  | 5                | Tizona Burgos    | 108              | 90               | 87               | 79               | 76               |  |  | 5          | Tizona Burgos | Tizona Burgos | Tizona Burgos | Tizona Burgos | Tizona Burgos | 62           |              |    |        |             |             |             |             |             |        |  |
|  | 6                | San Sebastián    | 90               | 92               | 77               | 82               | 73               |  |  |            |               |               |               |               |               |              |              |    | 2      | Estudiantes | Estudiantes | Estudiantes | Estudiantes | Estudiantes | 70     |  |
|  | 3                | S.P. Burgos      | S.P. Burgos      | S.P. Burgos      | 81               | 91               | 91               |  |  |            |               | 4             | Força Lleida  | Força Lleida  | Força Lleida  | Força Lleida | Força Lleida | 85 |        |             |             |             |             |             |        |  |
|  | 8                | Real Valladolid  | Real Valladolid  | Real Valladolid  | 59               | 61               | 75               |  |  | 3          | S.P. Burgos   | S.P. Burgos   | S.P. Burgos   | S.P. Burgos   | S.P. Burgos   | 77           |              |    |        |             |             |             |             |             |        |  |
|  | 4                | Força Lleida     | Força Lleida     | Força Lleida     | 84               | 88               | 73               |  |  | 4          | Força Lleida  | Força Lleida  | Força Lleida  | Força Lleida  | Força Lleida  | 80           |              |    |        |             |             |             |             |             |        |  |
|  | 7                | Alicante         | Alicante         | Alicante         | 73               | 68               | 58               |  |  |            |               |               |               |               |               |              |              |    |        |             |             |             |             |             |        |  |

## Verdetti
- Promozioni in Liga ACB: Leyma Coruña e ICG Força Lleida
- Retrocessioni in LEB Plata: Melilla Sport Capital, Cáceres Patrimonio de la Humanidad e Rioverde Clavijo